# Cryptocellus whitticki
Espèce
Cryptocellus whitticki est une espèce de ricinules de la famille des Ricinoididae.

## Distribution
Cette espèce est endémique du Guyana. Elle se rencontre vers le Rupununi.

## Description
Le mâle holotype mesure 5,40 mm.

## Étymologie
Cette espèce est nommée en l'honneur de R. J. Whittick.

## Publication originale
- Platnick & Shadab, 1977 : On Amazonian Cryptocellus (Arachnida, Ricinulei). American Museum Novitates, no 2633, p. 1-17 (texte intégral).